# منى بيكر
منى بيكر هي بروفسورة مصرية مختصة في دراسات الترجمة ومديرة مركز الترجمة والدراسات الدولية في جامعة مانشستر بإنجلترا.

## مسيرتها
درست منى بيكر في الجامعة الأمريكية بالقاهرة، حيث حصلت على درجة بكالوريوس في اللغة الإنجليزية والأدب المقارن، ثم درست بعد ذلك اللغويات التطبيقية في جامعة برمنغهام حيث حصلت على درجة الماجستير. وفي عام 1995 انتقلت لجامعة مانشستر حيث أصبحت بروفسورة عام 1997، وتترأس منى بيكر حالياً مركز الترجمة هناك. ومنى بيكر هي مؤسسة دار نشر إس تي جيروم (St. Jerome)، ومديرة التحرير بها، كما أنشأت المجلة العالمية «المترجم» "The Translator".
أصبحت منى بيكر عضواً فخرياً في الجمعية الدولية للمترجمين المحترفين والمترجمين الفوريين منذ عام 2009 ن (IAPTI). وألقت في إطار هذه الجمعية خطاباً حول «أخلاقيات الترجمة التحريرية والفورية في المناهج الدراسية»، كما أنها نائبة رئيس الجمعية الدولية للترجمة ودراسات المثاقفة (IATIS).
ركزت منى بيكر كباحثة اهتمامها على الترجمة والصراع، ودور الأخلاق في مجال البحوث والتدريب في دراسات الترجمة، وتطبيق نظرية السرد إلى الترجمة التحريرية والشفوية، والمجتمعات الناشطة في الترجمة ودراسات ترجمة المتون. فقد نشرت العديد من البحوث على نطاق واسع في هذه المجالات. وقد كانت أيضاً نشطة كمحررة لأعمال مرجعية.

## الصراع في الشرق الأوسط
تدلي منى بيكر بتعليقاتها حول الصراع في الشرق الأوسط ونظريات الترجمة والتواصل بين الثقافات، كما يحتوي موقعها الإلكتروني على أقسام تتحدث عن مقاطعة المؤسسات الأكاديمية الإسرائيلية، والجامعات الفلسطينية والإسرائيلية، وآراء عامة حول الشرق الأوسط، كما تدعو إلى مقاطعة المنتجات والخدمات الإسرائيلية.

## الجدل حول فصل الأكاديميين
وقعت بيكر عام 2002 على الرسالة المفتوحة التي دعت لمقاطعة المؤسسات الإسرائيلية. وقد تلقت انتقادات كثيرة وخلقت جدلا كبيرا عندما أقالت أكاديميين إسرائيليين، هما البروفيسورة مريام شلزنغر من جامعة بار ايلان والبروفيسور جدعون توري من جامعة تل أبيب بإسرائيل من هيئات تحرير مجلتيها «المترجم» و «ملخصات الترجمة» وذلك لانتمائهما لمؤسسات إسرائيلية.
ذكرت بيكر أن التفسير الذي تبنّته للمقاطعة يعود لها، وأنها لا تتوقع بالضرورة من الموقعين الآخرين والذي يشغلون مناصب قريبة أن يقوموا بنفس العمل. كما ذكرت بيكر - المصرية الجنسية- أنها استغربت الضجة التي أثارتها المجلتين اللتين وصفتهما «بالصغيرتين». وقالت متحدثة باسم الجامعة:«أن لا علاقة لهذا الأمر بجامعة مانشستر فقد نصت وثيقة المقاطعة على أن منى بيكر وقعت عليها كفرد»
طلبت بيكر من البروفسور توري بأن يستقيل وحذرته بأنها ستفصله في حال رفضه وذلك عن طريق رسالة بالبريد الإلكتروني في الثامن من حزيران عام 2002. وقد بررت بيكر فعلتها قائلة:«أنا لا أرغب في مواصلة أي علاقة رسمية مع أي إسرائيلي في ظل الظروف الراهنة»، على الرغم من أنها ذكرت أن قرارها «سياسي وليس شخصي» وأنها لا تزال تعتبر البروفيسور توري والبروفيسوره شلزنغر صديقين.
وقد رد توري في وقت لاحق:" كم تمنيت أن يوضح الإعلان أنني عينت كعالم وفصلت كإسرائيلي" وذكر أيضاً:" "أنا قلق بالتأكيد، ليس بسبب المقاطعة نفسها ولكن لأن الموضوع قد يكبر ليصل لعدم دعوة الناس إلى المؤتمرات والمحاضرات، أو لأن تحكم الدوريات على المؤلفين نسبة للمكان الذي يعيشون فيه وليس لجدارتهم".
وقد ردت شلزنغر:«لا أعتقد أن رئيس الوزراء الإسرائيلي ارييل شارون سينسحب من الضفة الغربية لأن مجموعة من الأكاديميين الإسرائيليين قوطعوا، فالفكرة هي مقاطعتي كإسرائيلية، إلا أنني لا أعتقد أنها تحقق شيئاً».

### النقد
انتقد البروفسور ستيفن غرينبلات العالم جامعة هارفارد ورئيس جمعية اللغة الحديثة بأمريكا تصرفات بيكر وبشدة، كما وصف عمليات الفصل بأنها «بغيضة» و «خطيرة» و «مفلسة أخلاقياً». كما نقد رئيس الوزراء البريطاني توني بلير تصرفات بيكر قائلاً أنه سيفعل:«أي شيء ضروري لإيقاف المقاطعة الأكاديمية ضد العلماء الإسرائيليين».
ذكرت جوديث بتلر أن بيكر قد "عملت على إنشاء صور نمطية معادية للسامية". فوفقا لبتلر، يمكن أن تُفهم مزاعم البروفسورة بيكر " بأن لجميع اليهود ارتباط معين مع إسرائيل أو أن إسرائيل تمثل جميع اليهود... وفي هذه المزاعم خلط لليهود مع إسرائيل، مما يمثل تصريحا معاديا للسامية تجاه اليهود". أما البروفسور جون بايك فقال: "سياسة منى بيكر هي في الواقع سياسة معادية للسامية، فهي لا تريد أن يكون لها أي اتصال مع أفراد ينتمون لمؤسسات إسرائيلية والتي غالبا ما يكون هؤلاء الأفراد يهود. ونحن نعرف أن منى بيكر تعتقد أن هذه الإجراءات تعد "مناسبة ومقبولة."(وبالرغم من تصرحاتها المعادية للسامية نجد أن منى بيكر تشتكي بمرارة من الصحافة اليهودية).
يدين الاتحاد الوطني للطلبة (NUS) المقاطعة الأكاديمية ككل، إلا أنه يدين على وجه الخصوص إقالة بيكر للأساتذة الإسرائيليين وقد وصف فعلتها «بالعنصرية». وذكرت ماندي تيلفورد، رئيسة جامعة سنغافورة الوطنية أن «الاتحاد الوطني للطلبة يقف بحزم ضد جميع أشكال التمييز، فهذا الأمر مخالف للحرية الأكاديمية والتي لا يمكن أن يكون لها سوى تأثير سلبي على طلاب جامعة مانشستر..نحن لا ندعم التعدي على ناس لديهم قدرة على الدراسة بسبب المكان الذي يعيشون فيه». ويقول دانييل روز منظم حملة مكافحة العنصرية بالاتحاد الوطني للطلبة:«استبعاد الناس على أساس جنسيتهم أمر بغيض ويعتبر عنصرية وينبغي إدانته عالمياً.»

### الدعم
تلقت بيكر دعماً من عدد من المصادر بما في ذلك الرابطة الإسلامية في بريطانيا وحملة مانشستر للتضامن مع فلسطين.

#### رد بيكر
كتبت بيكر ردا مفصلا على منتقديها (ملخص موجز لما نشر في مجلة لندن ريفيو أوف بوكس). تقول بيكر: "إن الصحافة اليهودية في بريطانيا مؤيدة وبلا خجل لإسرائيل" واستشهدت لدعم موقفها برأي البروفسور الإسرائيلي إيلان بابيه. كما أشارت إلى رسالة من رئيس التحريرالكسندر سيمور الذي يدعمها والذي عرف فيها عن نفسه بأنه يهودي بريطاني. كما شارك اليهودي الأمريكي ديفيدسون لورانس بيكر" في الدفاع عن المقاطعة الأكاديمية". قامت بيكر أيضا بانتقاد حملة التشويه المكثفة ضدها والتي شنتها الصحافة اليهودية في بريطانيا."
ذكرت بيكر في مقابلة مع صحيفة ديلي تلغراف أنها كانت ضحية ل"آلة ترهيب كبيرة هناك" تحاول إسكات الانتقادات الموجهة إلى إسرائيل، وأن" "الأميركيين هم أسوأ الجناة". وحين سئلت عن الفصل أجابت رداً على منتقديها بقول:" اللعنة عليّ إن تأثرت بترهيبهم. هذا هو تفسيري لبيان المقاطعة الذي وقعت عليه وقد حاولت جعل ذلك واضحا ولكن يبدو لي أن ذلك غير ممكن، فأنا لا أقاطع الإسرائيليين أنفسهم وإنما المؤسسات الإسرائيلية". ونقدت بيكر في نفس المقابلة السياسات الإسرائيلية وبشدة، مشيرة إلى أن:"إسرائيل قد تجاوزت إلى ما هو أخطر من جرائم الحرب، وأن ما يجري هناك مروعاً. الكثير منا يود أن يتحدث عنها على أنها محرقة سوف ينتبه إليها العالم في نهاية المطاف، إلا أن ذلك سيكون متأخراً جداً، كما فعلوا بالضبط مع آخر محرقة حدثت."
وذكرت بيكر في مؤتمر عقد في لندن عام 2004 لمناقشة تنفيذ مقاطعة المؤسسات الأكاديمية الإسرائيلية أنه يجب على المقاطعة الإسرائيلية أن تتجنب مظهر التمييز العنصري وخطر التخفيف بسبب استثناءات فردية اختيارية، وأنه يجب أن ينظر للمقاطعة الأكاديمية على أنها مقاطعة اقتصادية، وهو الأمر الذي يدعو لمقاطعة جميع الأكاديميين الإسرائيليين الذين يتبعون لمؤسسات إسرائيلية "لتقويض المؤسسات التي تسمح لدولة منبوذة أن تستمر وتطالب بعضوية في المجتمع الدولي". كما ذكرت بيكر في دعم المقاطعة أن:" أنصار المقاطعة الاقتصادية (ضد السياحة إلى إسرائيل) لا يسألون عما إذا كان عمال الفندق الذين يتم الاستغناء عنهم في إسرائيل هم مع الاحتلال أم ضده.